# Эффект оплошности
Эффект оплошности (также эффект «посадки в лужу») — в социальной психологии явление, при котором привлекательность человека, допустившего оплошность, увеличивается или уменьшается в зависимости от его компетентности и поведения. Так, компетентный человек, сделавший ошибку, кажется более привлекательным, чем человек со средними знаниями и умениями, также допустивший оплошность.
Эффект впервые был описан американским социальным психологом Эллиотом Аронсоном в 1966 году. С тех пор было проведено множество исследований, чтобы исключить влияние пола, уровня самооценки и серьёзности ошибки на привлекательность. Эффект оплошности утвердился в массовой культуре. В США его проявлением, в частности, считается сохранение популярности президента Джона Кеннеди после операции в заливе Свиней, а также ошибки в картографическом сервисе Apple Maps, несильно сказавшиеся на продажах продукции корпорации.

## Исследования
В 1966 году Эллиот Аронсон в соавторстве с Беном Уиллерманом и Джоанной Флойд осуществил следующий эксперимент. Студентам Миннесотского университета предлагалось прослушать запись интервью с кандидатом на участие в популярной телевикторине «Кубок колледжей». Испытуемым предлагали один из четырёх вариантов интервью:
- с человеком «близким к совершенству»;
- с человеком «близким к совершенству», но совершившим грубую ошибку;
- с посредственным человеком;
- с посредственным человеком, совершившим грубую ошибку.

«Посадка в лужу» кандидата была организована следующим образом: на плёнке были слышны шум, звуки отодвигаемого стула и, наконец, доносился голос молодого человека: «О Боже, я пролил кофе на новый костюм!».
В результате наиболее привлекательным был назван человек с превосходными способностями, но совершивший ошибку; наименее привлекательным был назван «посредственный» человек, совершивший ту же ошибку. «Безошибочное совершенство» и «безошибочная посредственность» заняли второе и третье места соответственно.

### Пол
Эксперименты Кэй До (Kay Deaux) показали, что симпатия к допустившему промах человеку более выражена у мужчин, а женщины чаще предпочитают «безошибочное совершенство». При этом ни мужчины, ни женщины не испытывают симпатии к посредственному человеку, совершившему ошибку.

### Серьезность ошибки
Исследование Д.Митти и П.Викинса (D.R.Mettee & P.C.Wikins) доказали, что серьёзность ошибки играет большую роль в появлении симпатии. Ими было рассмотрено три условия:
- контрольная группа: без ошибок;
- несерьёзная ошибка: на записи слышен звук разбивающейся чашки и голос актёра, который сожалеет о случившемся;
- серьёзная ошибка: чашка разбивается, и интервьюер с враждебностью обращается к не перестающему извиниться актёру.

Симпатия и уважение к компетентному человеку, допустившему несерьёзную ошибку незначительно уменьшается, тогда как компетентный человек, допустивший серьёзную оплошность, значительно повышает свою привлекательность и незначительно уменьшает уровень уважения. Привлекательность некомпетентного человека падает вне зависимости от серьёзности ошибки. Что касается уважения, то некомпетентный человек теряет его только после несерьёзной ошибки.

### Уровень самооценки
Было обнаружено, что мужчины со средним уровнем самооценки с большей вероятностью предпочтут высококомпетентного человека, совершившего грубую ошибку, в то время как мужчины с низкой самооценкой, испытывающие, очевидно, слабые конкурентные чувства к подобной фигуре, предпочтут высококомпетентного не ошибающегося человека.

## Применение

### В политике
В своей книге «Общественное животное. Введение в социальную психологию» Эллиот Аронсон приводит два примера проявления эффекта оплошности. В бытность Джона Кеннеди президентом его личная популярность по-настоящему возросла в 1961 году — сразу же после предпринятой им неудачной попытки вторжения на Кубу в заливе Свиней. Данная акция была феноменально грубой ошибкой и немедленно получила до сих пор сохраняющееся за ней название «фиаско в заливе Свиней». В то же время эта операция показала, что президент, успешный молодой политик и идеальный семьянин, совершив оплошность, становился как бы более человечным, а значит, и более симпатичным.
Второй пример проявления эффекта оплошности связан с именем ещё одного американского президента Ричарда Никсона. Как стало ясно из исследований Аронсона, людям несвойственно симпатизировать «середнячкам». Не подозревая об этом, в конце 70-х гг.президент Никсон, будучи на вершине своей популярности, попытался, хотя и безуспешно, провести в Верховный суд двух новых, на редкость посредственных по своим достоинствам судей. Защищая их кандидатуры, сенатор Роман Хруска доказывал, что данные два человека относятся к «середнячкам», однако граждане-«середнячки» также хотят, чтобы кто-то представлял их в Верховном суде.

### В маркетинге
В ходе исследований в сфере маркетинга продуктов выяснилось, что можно продать продукт, даже когда продавец предупредил покупателя о дефекте. При этом надо учитывать, что концентрация покупателя должна быть низкой, так как противном случае желанность продукта и количество покупок уменьшается. Подобное поведение объясняется эффектом якоря: покупатель воспринимает позитивную информацию, которую ему предоставили первой, а негативная служит лишь дополнением.
Такое поведение было продемонстрировано во время эксперимента. Двум группам студентов была предложена сломанная плитка шоколада. Первой группе предстояло вскоре сдавать экзамен, так что внимание студентов было рассеяно. Обеим группам сообщили об отличном вкусе шоколада и о предоставляемой скидке. Шоколад был завернут в прозрачную упаковку, так что все студенты видели дефект. Тем не менее, студенты, занятые мыслями о предстоящем экзамене, купили в два раза больше плиток шоколада, чем их коллеги в контрольный группе.